# Richard Hawes
Richard Hawes (6 de fevereiro de 1797 - 25 de maio de 1877) foi um representante dos Estados Unidos a partir de Kentucky e o segundo Governador Confederado de Kentucky. Ele fazia parte de uma influente família política, com um irmão, tio, primo e que também serviu como representante dos Estados Unidos. Ele iniciou sua carreira política com o fervoroso partido Whig e era um amigo íntimo do fundador do partido, Henry Clay. Quando o partido recusou em 1850, Hawes tornou-se um democrata, e sua relação com Clay arrefeceu.
Na eclosão da Guerra Civil, Hawes era um adepto do Kentucky a doutrina de neutralidade armada. Quando a neutralidade da Commonwealth foi quebrada em setembro de 1861, Hawes fugiu para a Virgínia e alistou-se como uma comissário de brigada sobre o general confederado Humphrey Marshall. Quando o Governador Confederado do Kentucky foi formado em Russellville, Hawes foi oferecido o cargo de auditor estadual, mas recusou. Meses depois, ele foi eleito Governador Confederado da Commonwealth após a morte de George W. Johnsons na batalha de Shiloh.
Hawes viajou com o governo Confederado e o Exército do Tennessee de Braxton Bragg, e quando invadiu Kentucky Bragg em outubro de 1862, ele capturou Frankfort e realizou uma cerimônia de inauguração Hawes. A cerimônia foi interrompida, porém, pelo jogo de forças no âmbito geral da União Don Carlos Buell, e os confederados foram expulsos da Comunidade na sequência da Batalha de Perryville. Hawes deslocalizada para Virgínia, onde ele continuou a lobby Presidente Jefferson Davis para outra tentativa de invasão a Kentucky.